# Cynorta yaracuyanus
Cynorta yaracuyanus is een hooiwagen uit de familie Cosmetidae.